# AEカメラ

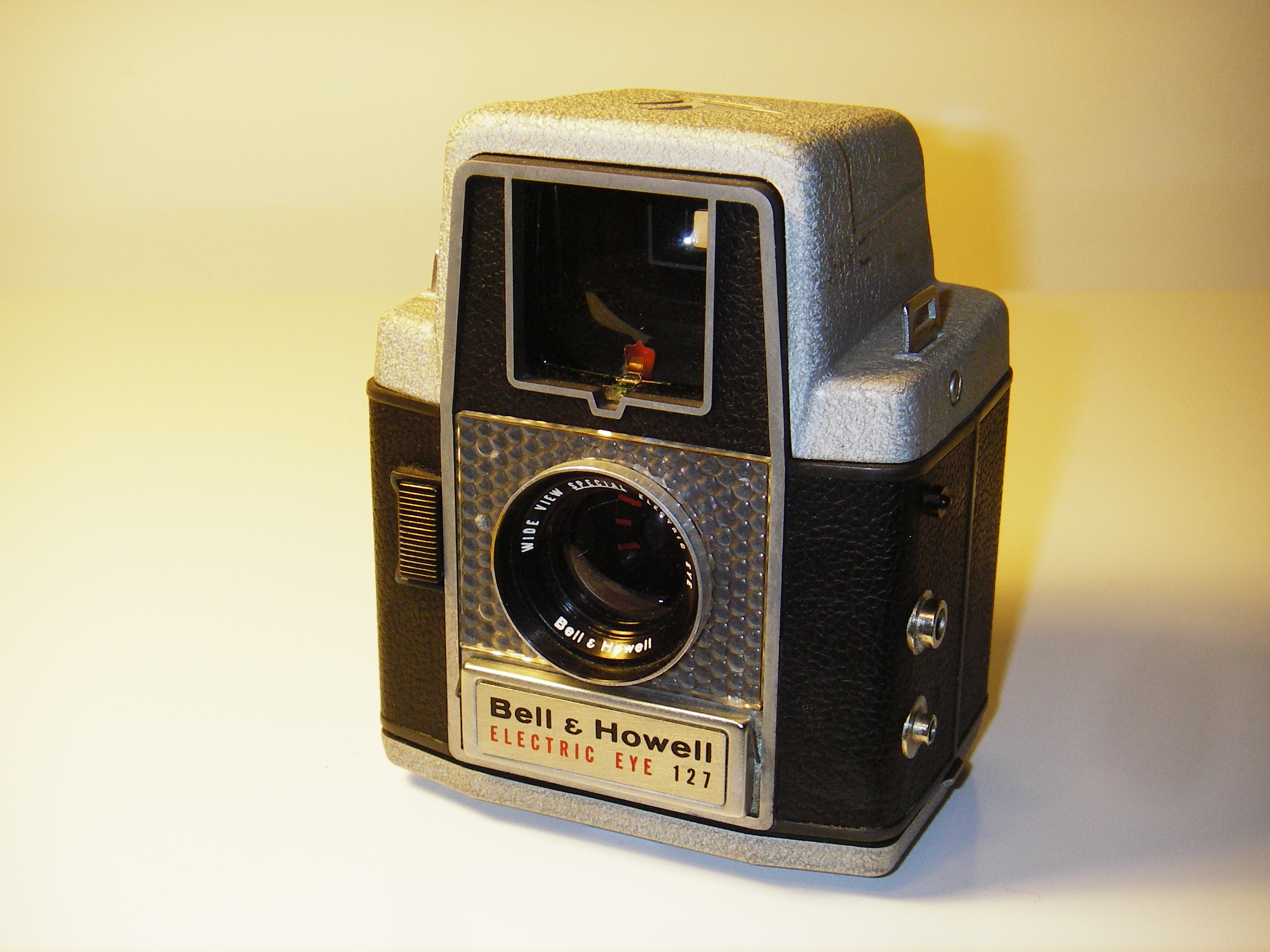
ベル&ハウエルエレクトリックアイ127、1958年。

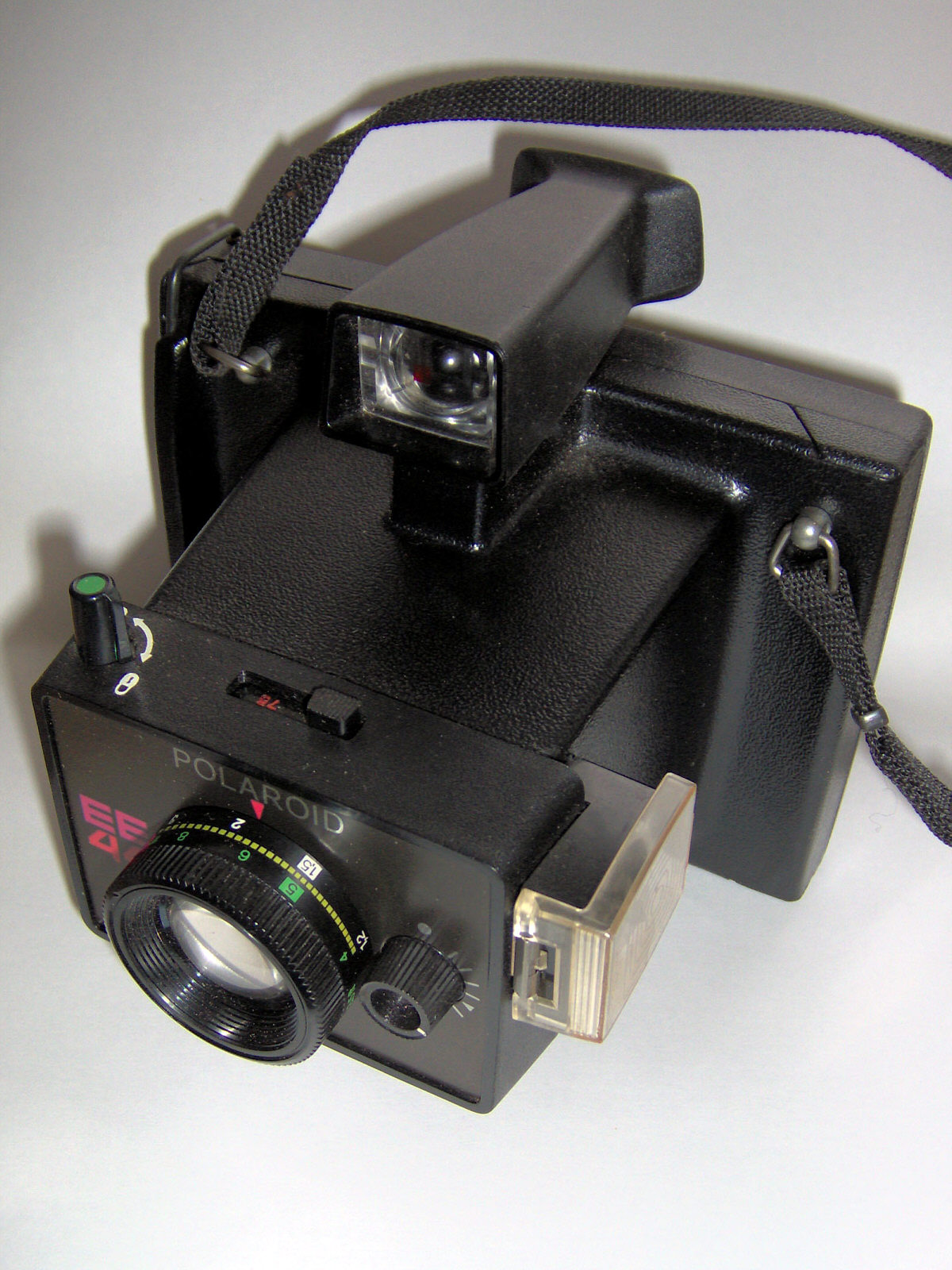
ポラロイドEE44、1976年。

AEカメラ（エーイーカメラ）は、露出を自動で行なう機能（英語: Automatic Exposure）をもつ写真機である。絞りやシャッター速度（シャッタースピード）を自動的に制御し、被写体の明度に応じた露光が得られるようにする機能をAE機能（エーイーきのう）と呼ぶ。この種の写真機については、ほかにも、自動露光調節式カメラ（じどうろこうちょうせつしきカメラ）、自動露出カメラ（じどうろしゅつカメラ）とも呼ぶ。当初は、EEカメラ（英語: Electric Eye の略、「電気の眼」の意）と呼ばれた。
AEは、大別して、
- シャッター速度優先AE ⇒ 概要、略歴
- 絞り優先AE ⇒ 概要、略歴
- プログラムAE ⇒ 概要、略歴

がある。

## 種類別分類
AEの方式は、露出の2大要素である「絞り」と「シャッター速度」のうちどれをカメラに自動制御させるかによっていくつかの方式に分かれており、これを「露出モード」という。
一般的に採用されている露出モードは以下の通りのものがある。

### シャッター速度優先自動露出
S/Tv モード、あるいはシャッター優先オート、シャッター速度優先AEとも言われる。設定したシャッター速度を基準とし、そのシャッター速度に応じて絞りを自動的に変える事で適正な露出値を得る。被写界深度よりも露光時間による効果を重視する場合、あるいは手ブレを防止したい場合に有効である。
一般的な使用例
- 高速シャッターを使用し、動体を止めて撮影する場合 - スポーツ、自動車・航空機、動物・野鳥、水しぶきなどの撮影。
- 高速シャッターを使用し、手ぶれを防止する場合 - 自動車の車内、艦船の船内、不安定な岩石の上、揺れの激しい場所などでの撮影、望遠レンズによる手持ち撮影、撮影者が激しく動きながらの撮影など。
- 低速シャッターを使用し、流感・軌跡などの表現をする場合 - 噴水・川・滝などの流れ、自動車・列車・艦船・航空機・遊園地のアトラクションなどの移動照明による軌跡、歩いている人の動感表現など。
- 低速シャッターを使用し、流し撮りをする場合。

### 絞り値優先自動露出
A/Avモード、あるいは絞り優先オート、絞り優先AEとも言われる。設定した絞りを基準とし、その絞りに応じてシャッター速度をAE機能が自動的に変える事で適正な露出値を得る。絞り値を調節し、被写界深度を意識した撮影をする場合に有効である。
一般的な使用例
- 絞りを開けてポートレート撮影 - 被写界深度を浅くすることで背景をぼかして被写体を浮き立たせる効果がある。
- 絞りを開けて暗所での手持ち撮影 - シャッター速度が速くなるため手ブレしにくくなる。
- 適切な絞り調節による接写
- 絞りを絞ってパンフォーカス撮影 - 被写界深度を深くすることで画面全部にピントが合っている状態にする。

### プログラム自動露出
Pモード、プログラムオートとも言われる。シャッター速度・絞りの両方を一定のプログラムを元にして割り振ることで、適正な露出値を得る。あらかじめ決められた絞り・シャッター速度の組み合わせをグラフにしたものをプログラムライン図という。絞り・シャッター速度の中間的な露出をすばやく決めたいときに有効である。
一般的な使用例
- スナップ撮影

プログラム露出の方式は2種類存在する。一つは、あるEV（フィルムに対する明るさ）に対して1つのシャッター速度と1つの絞りが決まっている方式で、もう一つはEVが同じになる絞りとシャッターの組み合わせを自由に変更できる方式である。前者はシャッター機構を簡単に作ることができ、複雑な操作も不要になるため現在のコンパクトカメラなど初心者向けのカメラではもっとも一般的な露出機能である。後者は高度な写真表現を可能とするが、機構はほかの露出モードやマニュアル露出と同様のものを必要とするため、他の露出方式とともに一眼レフカメラに搭載されることが多い。後者の方式において、絞りとシャッター速度の組み合わせを変えることをプログラムシフトと呼ぶ。
なおプログラム自動露出機構は、24×36mm（ライカ）判コンパクトカメラ、24×36mm（ライカ）判一眼レフカメラ、110フィルム用カメラ、デジタルカメラ以外にはほとんど搭載されない。
現在の24×36mm（ライカ）判マルチモードAF一眼レフカメラやデジタルカメラでは、このプログラム露出の発展型として、多数の露出プログラムを用意し、カメラが撮影シーンや使用するレンズなどに合わせて最適な露出プログラムを自動選択するマルチプログラム、撮影シーン（スポーツモードや夜景モードなど）に合わせ最適化したシーン別全自動プログラム露出、さらに通常のプログラム露出モードとシーン別プログラム露出を自動選択する自動シーンセレクターを搭載する機種も多い。

### シャッター速度&絞り値優先AE
デジタルカメラはフィルムカメラと異なりISO感度を自由に設定できる特徴を持つ。そこで、撮影者がシャッター速度と絞り値の両方を任意に設定し、ISOのみをAE機能が自動的に変える事で適正な露出値を得る。
TAvモードとも呼ばれる。

#### 感度自動設定
近年のデジタルカメラでは、シャッター速度と絞り値をマニュアルで設定すると、感度が適正露出になるよう自動設定される、というモードを備えるものが現れている。従来プログラムオートモードのみで有効だった自動感度調節（主に暗い場所で自動的に感度を上げる目的）がマニュアルモードでも有効にできる、別の新しいモードが追加されている、など今のところ方式はメーカー・モデルによりまちまちである。

### TTLフラッシュ自動露出
それまで機械式フラッシュ自動露出機能として使われていたフラッシュマチックに替わり、フラッシュ撮影を完全自動化するために開発されたフラッシュ撮影専用の露出モードである。このモードを使用するにはフラッシュ側もTTLフラッシュ自動露出に対応している必要がある。
このAEでは、撮影前に一度フラッシュを発光して、実際のフラッシュ使用時の明るさを測り（プリ発光）、その後実際の発光・撮影が行われる。

### 深度優先AE

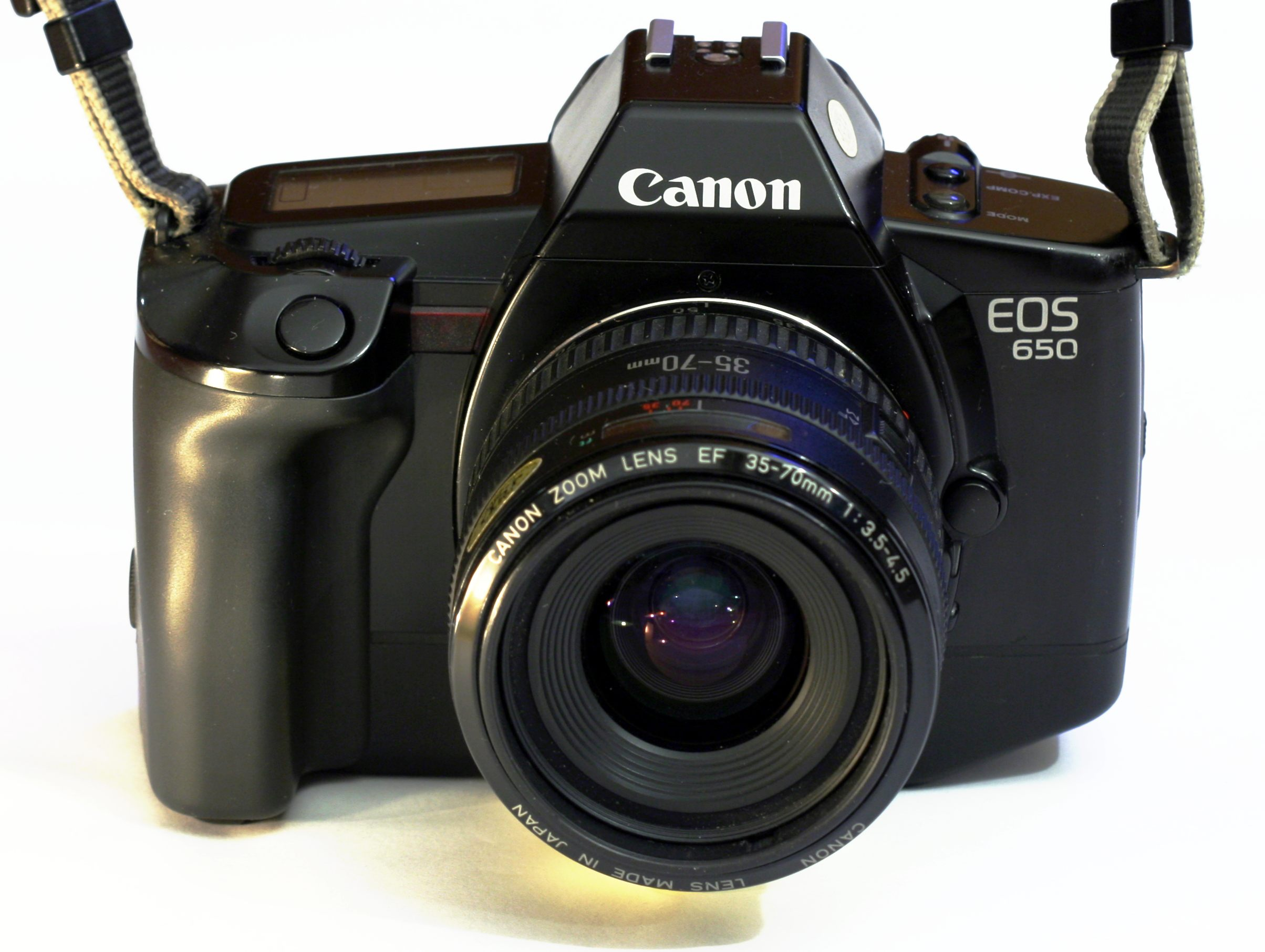
キヤノン EOS 650、1987年。

深度優先AE（しんどゆうせんエーイー）は、被写体との任意の2点を測ることで、被写界深度を優先させて、絞り・シャッター速度を自動調節するAE機能である。任意の2点、最遠部と至近部の距離の浅さ・深さで、被写界深度を決められる。1987年（昭和62年）3月1日にキヤノンが発売したキヤノン EOS 650で、初めて採用した。その後、自動的に深度が深くなる自動深度優先AE（じどうしんどゆうせんエーイー）が開発され、同社が製造販売するデジタル一眼レフカメラに搭載している。被写界深度優先AE（ひしゃかいしんどゆうせんエーイー）とも。

## 自動露出に関連する機能

### AEロック
TTL露出計内蔵式のAEカメラにおいて、各AE機能によって得た適正露出値、つまり シャッター速度 と 絞り値 を一定時間中固定（ロック・記憶状態）させる機能である。「メモリー・ロック （Mロック）」、「像面光量ロック」とも呼ばれる。
この機能を使った主なテクニックの一例として、絞り値優先自動露出モードにおいて、適正露出を得るのに厳しい撮影環境、つまり撮影フレーム内にて光量差の大きな被写体が混在するような状況などで、スポット測光で被写体の中の適正露出を得やすい、光の反射率の色（緑、青など）や経験にて適正補正値を把握している箇所を測光し、AEロックによって一時的に露出値を固定させて撮影者がその間に記憶し、再フレーミングしてからスポット測光によって得た露出値を加味して撮影する、などの使用法が考えられる。カメラの機種によって、専用ボタンが設けられているもの、シャッターボタン半押し状態でロックされるものや、またAEロックされた状態を機能解除するまで続行可能なものなどがある。

### 露出補正機能
自動露出で得た露出値が、必ずしも適正な露出値ではない場合がある。また、意図的に露出を外す撮影をする場合もある。そうした場合に、専用のダイヤル、あるいはボタン操作によって、より撮影者の意図に沿った露出を容易に実現する機能である。

## 歴史

### レンズシャッターカメラのAE
基本的な自動露出の3方式
- シャッター速度優先AE
- 絞り優先AE
- プログラムAE

のうち、最も早く実用化されたのがシャッター速度優先AEである。これは、機械式のシャッターの速度を露出計に連動させて変更することはほとんど不可能だったからである。この時代に自動露出のことをEEと呼んでいたのは、当時の自動露出カメラが人間の目で虹彩に当たる絞りを制御して適正露出を得ることから、「電気仕掛けの目=ElectricEye」と呼んだからであった。
最初にAEが普及したのは、当時一般ユーザー向けとして最も普及していた24×36mm（ライカ）判や24×18mm（ハーフ）判のレンズシャッター式距離計連動カメラあるいは目測カメラであった。

#### シャッター速度優先AE
世界で初めて実用的なAEを搭載したカメラは1960年（昭和35年）に発売されたオリンパスの24×36mm（ライカ）判レンズシャッター式距離計連動カメラ「オートアイ」である。このカメラはセレン光電池を使用した受光部とシャッター速度リング、フィルム感度ダイヤルに連動した擦動可変抵抗によって露出計を駆動する。レリーズボタンを半押しすると、その力で露出計の針を針押さえと鋸刃状の段カムで挟み込んでメーターの針の位置を読み取る。さらにレリーズボタンを押し込むと絞りが絞り込まれていくが、このとき先述の段カムの位置によって制御される絞りストッパーが動き、適正露出になったところで絞込みにストップをかけ適正露出を得るという仕組みである。
1961年（昭和36年）に圧倒的な低価格で販売され一大ブームを巻き起こしたキヤノンの「キヤノネット」も同じ仕組みのシャッター速度優先AEを装備しており、この方式は一般ユーザーの間で瞬く間に普及した。
この方式は全機械式連動でシャッター速度優先AEを可能にするほぼ唯一の方法であり、その後あらゆるカメラメーカーで10年以上に渡ってAEカメラ設計の常套手段であり続けた。
シャッターの半押しで自動制御の状態がロック、というユーザインタフェースはまさにこのメカニズムにより自然発生したものであるが、こんにちまで使われている。
後にプログラムAEが普及していくと、シャッター速度優先AEはレンズシャッターカメラ用AEの主役を明け渡したが、いくつかのシャッター速度優先AEのコンパクトカメラが、仕組みもほとんど1960年当時から変えないまま販売され続けた。しかし、1980年代後半に入るとコンパクトカメラのシャッターは電子プログラムAEが常識となり、シャッター速度優先AEはコストや小型化の競争についていけなくなりほぼ姿を消した。

#### プログラムAE
シャッター速度優先AEに数ヶ月遅れて実用化され出したのが、プログラムAEである。
プログラムAEは、絞りもシャッター速度もカメラ側が調整しなくてはならない。しかしこの段階ではまだシャッター速度を露出計で制御する手立ては無かった。そこで、シャッター速度は固定して絞りのみを制御する方式が開発された。簡単なものは富士写真フイルムから発売された簡易カメラ「フジペットEE」に採用された方式で、露出計指針に直接絞りプレートを取り付けるものである。しかしこれでは暗い場所では一切撮影不可であり、フィルム感度も固定になるなど撮影条件において大幅な制約を受けるため、より本格的な仕組みが考案された。絞りはシャッター速度優先AEのような段カム制御方式で制御し、シャッター速度はフィルム感度に連動させるというものである。この方式はリコーのオート35などに採用された。
またオリンパスは1961年（昭和36年）に発売した24×18mm（ハーフ）判カメラの「ペンEE」に絞りに加え二速ながらシャッター速度も自動切換えできるシャッターを自社開発して搭載した。
ミノルタの「ユニオマット」、キヤノン「デミ」、コニカ「コニカL」などはひとまず絞りリングとシャッター速度リングをつないでプログラムシャッターとしながらも、AEとするのは諦め追針式として適正EVを合わせる方式とした。
翌1962年（昭和37年）にはコパルが機械式マルチプログラムシャッター「コパルマジック」を発明し、これを搭載する唯一のカメラ「フジカ35オートM」が富士写真フイルムから発売された。複雑なギア連動機構を用いて、絞りでの制御限界時にはシャッター速度も変化させるという特殊なシャッターであった。このシャッターは極めてコスト高となったためこのカメラ以外には採用されなかった。
一方シチズンからは羽根を半開させることで絞り兼用とした5枚羽根シャッターを持つ、プログラムAE専用シャッターのシチズンユニEが製品化され、このシャッターとセレン光電池駆動のメーターを段カムの代わりに針押さえと回転カムで検出・制御する機構を搭載した「ハイマチック」がミノルタから発売された。このカメラは画期的な全自動カメラとして高い評価を受け、世界で初めて宇宙で使用されたカメラにもなった。
1963年（昭和38年）にはコパルから2枚の絞り兼用シャッター羽根の開角度をフライホイルで制御する「コパルユニーク」シャッターが製品化され、ヤシカより発売された「ミニマチックS」に搭載された。この方式が現在一般的なプログラムシャッターの、露出計と絞り兼用のシャッター羽の開角度を連動させて適正露出を得る仕掛けの直接の元祖である。
後にシャッター速度優先AEとプログラムAEを兼ね備える「セイコーALA」シャッターがセイコーから発売され、このシャッターを用いていわゆるマルチモード自動露出を装備した数少ない距離計連動カメラ「ハイマチック11」がミノルタから発売された。
また、セイコーからは安定して動作する電子プログラムシャッターである「セイコーESF」が登場し、電磁作動という特徴からさまざまな形状・大きさのものが製作可能とあって多くのカメラに搭載された。このシャッターは後にオートフォーカスモジュールにも組み込まれた。同社が以前製造していた「セイコーシャSE電子プログラムシャッター」は非常に作動安定性が悪いという欠陥を抱えており普及しなかった（⇒#絞り優先AE）。
後年、家庭用にはよりコンパクトで簡単操作のコンパクトカメラが求められるようになると、これらのカメラにはプログラムAEが搭載されることが当たり前となった。2000年代を過ぎても、コンパクトカメラに搭載されているのはプログラムAEがほとんどだが、一部高級志向のコンパクトカメラではプログラムAEのほかに絞り優先AEを搭載するものもある。これらのシャッターは小型化を追求し、羽根の駆動に必要なバネ、ソレノイド以外は全てマイコンによるデジタル制御になっていることがほとんどである。
しかし、現在のコンパクトデジタルカメラにおいてはもはや機械的なシャッターを廃してしまったものが多くを占めており、文字通りシャッターはプログラムそのものとなった。このためプログラム露出専用としてもコストの優位性はなくなり、一眼レフ同様のマルチモード露出を搭載するものが増えているが、それらも依然として基本は操作の易しいプログラム露出で使用するように設計されている。

#### 絞り優先AE
シャッター速度優先AEに遅れること5年の1965年（昭和40年）、コパルから従来のシャッターの調速機構をソレノイド使用の制御装置に置き換えた電子制御シャッター「コパルエレク」が世に出された。電子制御シャッターはシャッター速度を電気信号で制御できるため、今まで不可能だった露出計によるシャッター速度の制御がついに実現できるようになった。また精工舎からはプログラムAEの電子シャッターであるセイコーシャSEが発売された。
前者のコパルエレクをいち早く採用し絞り優先AEのカメラを実現したのがヤシカの24×18mm（ハーフ）判カメラ「エレクトロハーフ」である。この後24×36mm（ライカ）判の「エレクトロ35」が発売されると、明るいレンズと電子制御ならではの超長時間露出が極めて高い評価を受けブームとなった。
一方、他のカメラメーカーはそろってプログラム電子シャッターのセイコーシャSEを採用した。新しい方式である絞り優先AEによってカメラに詳しくない一般ユーザーを戸惑わせることを懸念してのことだったが、セイコーシャSEはまだ性能の低かったゲルマニウムトランジスタを多数使用し、羽根の作動も2つのソレノイドの電磁力で行う設計で、しかも電源は水銀電池一つだけとしたため、動作が不安定で故障が多発した。このためヤシカ以外のカメラメーカーは電子シャッターそのものの信頼性に懐疑的になり、コパルの絞り優先式にも乗り換えることはなく機械式のシャッターに戻してしまった。
一方のコパルエレクはセイコーシャSEよりも高電圧を必要とする代わりに、安定したシリコントランジスタと抵抗器による制御で、羽根の作動そのものは機械式だったため安定して動作したが、セイコーシャSEでの失敗に懲りたヤシカ以外のメーカーにはなかなか理解されなかった。
この後、絞り優先AEは一眼レフカメラに搭載されて発達し、コンパクトカメラにはプログラムAEが普及することになる。

### 一眼レフカメラのAE
一眼レフはレンズ交換をするため、AE特にシャッター速度優先方式を搭載するにはレンズとカメラの間に複雑かつ精密な連動機構を搭載しなければならず、連動機構を備えていないそれまでのマウントではそのためにマウントを変更しなければならなかったこともあり、AEの搭載は遅れた。1963年（昭和38年）、東京光学（現トプコン）が外光式露出計とそれに連動するシャッター速度優先AEを搭載したレンズ交換可能なレンズシャッター搭載一眼レフカメラ「ウインクミラーS」を発売、さらに1964年にはTTL開放測光を採用した「トプコンユニ」を発売する。同機は、ウインクミラーS発売時に採用されたレンズマウントはレンズの全群を交換するもので、AE機構を前提に設計されたため、絞り制御のための連動機構を搭載しており、マニュアル撮影時も絞りはボディ側で設定するようになっていた。さらに1965年（昭和40年）12月、コニカがフォーカルプレーンシャッター搭載機としては世界初のシャッター速度優先AEを実用化した一眼レフカメラ「オートレックス」を開発した。同機の開発にあたってコニカは、一眼レフのレンズマウントを変更している。この後もトプコンレンズシャッター機とコニカ以外はコーワ（レンズシャッター方式）、キヤノン（フォーカルプレーンシャッター方式）などが前群レンズ交換方式の一眼レフでシャッター速度優先AEやプログラムAEを実現した程度で、長きに渡って一眼レフのAE化は距離計連動カメラに対して遅れていた。

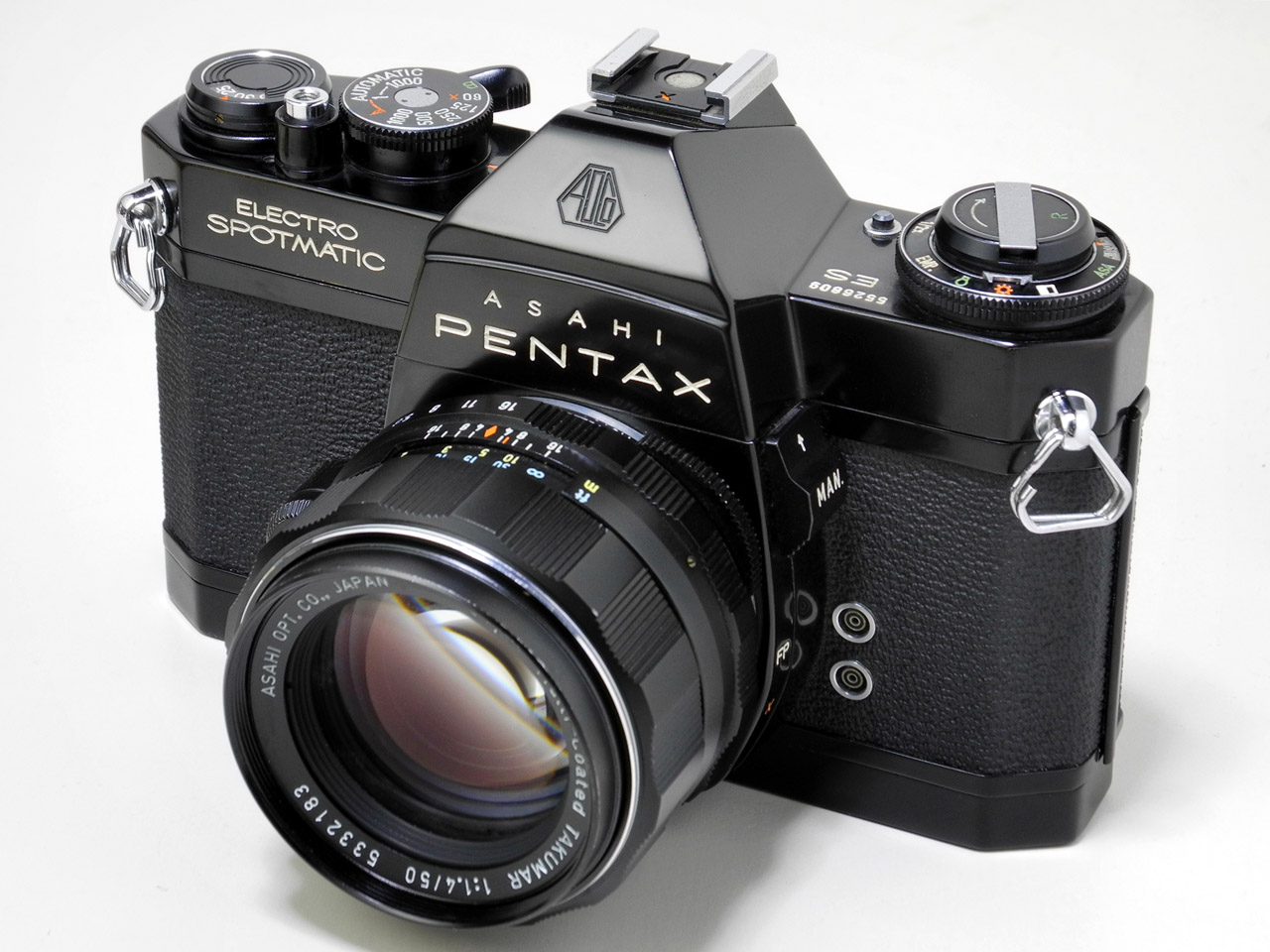
アサヒペンタックスES、1971年。

1971年（昭和46年）、旭光学が電子シャッターによる絞り優先AEを搭載した一眼レフカメラ「アサヒペンタックスES」を発売した。この後旭光学・日本光学・ミノルタ・ヤシカが絞り優先AE陣営になり、キヤノン・コニカ・ペトリがシャッター速度優先AE陣営となった。
このころ、ユーザー側ではシャッター速度優先AEと絞り優先AEのどちらが優れているかという論争があった。一眼レフカメラの場合、レンズ交換機構を持たないレンズシャッター機とは逆に露出計によって絞りを制御することが困難であった。レンズ交換をする一眼レフカメラは、レンズの開放絞り値が一定ではなく、さらに当時のAE撮影を想定していないレンズは、絞りを開閉するピンを同じ距離動かしても絞りが絞られる量はレンズの設計によってまちまちだったためである。このため、絞り優先AE陣営のメーカーは電子シャッターを用いてシャッター速度を自動制御する方式のカメラを作り、シャッター速度優先AE陣営のメーカーはマウントに何らかの変更を加えて絞りの自動制御を実現した。
1977年（昭和52年）、ついにミノルタからシャッター速度優先AEと絞り優先AEを兼ね備える世界初のマルチモード一眼レフカメラ「XD」が発売され、1978年（昭和53年）にはキヤノンから絞り優先AEとシャッター速度優先AEに加え、プログラムAEも搭載したマルチモード一眼レフ「A-1」が発売された。ミノルタは結局上位互換ながらレンズマウントを変更したが、「XD」では瞬間絞込み測光を採用して旧式レンズや絞りを最小絞りにしていない状態のレンズでも代わりにシャッター速度を再調整することで適正露出を可能にしていた。また、キヤノンの「A-1」は積極的にコンピューターを搭載して多彩な露出モードを備えた。こうして一眼レフの自動露出システムもほぼ完成を見ることとなった。
現在では高度な電子技術と各社の適正露出を算出するノウハウの蓄積によって、カメラに内蔵されたプロセッサで各測光タイプに基づいて露出を測定、自動的に適正な露出値を割り出す方式の完全自動露出が実現された。さらにフラッシュにも連動したTTLフラッシュ自動露出なども可能になった。その後は複数の完全自動露出パターン（マルチプログラム）を実装し、自動選択されるまでに昇華した。現在はごく一部のマニュアルカメラを除く、オートフォーカスカメラ、そしてデジタルカメラにはほぼ必ず完全自動露出機能が実装されており、もはや一般的には「カメラ = AEカメラ」という構図が成り立ったため、使われることのない呼称である。
一方、中判一眼レフカメラでは基本的に速写性を求められることが少なく、また露出に関する知識の豊富なユーザーが使用することがほとんどだったため、近年まで自動露出はほとんど搭載されなかった。しかし、24×36mm（ライカ）判のプロ用一眼レフカメラなど、露出がわかっているユーザー向けのカメラでもAEが装備されるのは当たり前になっているため、1990年代～2000年代以降は中判一眼レフカメラにもAEを搭載するものが現れるようになった。